# Джефф Ейгус
Джеффрі Алан Ейгус (англ. Jeffrey Alan Agoos; 2 травня 1968, Женева, Швейцарія) — американський футболіст, захисник. З 1988 по 2003 рік зіграв 134 матчі за збірну США.

## Кар'єра

### Клубна
На студентському рівні Джефф Ейгус грав за команду університету Вірджинії. З 1991 по 1994 рік виступав за американські клуби «Меріленд Бейс», «Даллас Сайдкікс» і «Лос-Анджелес Сальса», після чого вирішив спробувати свої сили в Європі, ставши гравцем німецького клубу «Веен». За сезон у регіональній лізі «Південь» американець зіграв 9 матчів, після чого повернувся на батьківщину.
У 1996 році Ейгус підписав контракт з «Ді Сі Юнайтед» і в його складі взяв участь у п'яти перших сезонах MLS. За цей час захисник чотири рази брав участь у фіналах Кубка MLS, ставши триразовим володарем трофею. Двічі — в 1997 і 1999 роках — Джефф Ейгус потрапляв у символічну збірну ліги за підсумками сезону, а в 1998 разом з командою виграв кубок чемпіонів КОНКАКАФ.
З 2001 по 2004 рік футболіст виступав за клуб «Сан-Хосе Ерсквейкс» і ще двічі виграв кубок MLS. Завершив кар'єру у 2005 році після сезону в «МетроСтарз».

### У збірній
Джефф Ейгус дебютував у збірній США 10 січня 1988 року в матчі з Гватемалою. В наступній своїй грі за національну збірну — три дні потому з тим же суперником — захисник забив перший гол у кар'єрі за «зірково-смугастих».
Першим міжнародним турніром, в якому Ейгус взяв участь, став Кубок Америки 1993 року. Футболіст потрапив в заявку збірної на турнір і зіграв у двох матчах кубка, в першому з них (проти уругвайців) замінивши на полі Десмонда Армстронга
.
На Золотому кубку КОНКАКАФ 1996 футболіст зіграв вже 4 матчі, в кожному з яких виходив на поле в стартовому складі. 16 січня у матчі за третє місце з Гватемалою Джефф вніс внесок у перемогу своєї команди, вразивши ворота Едгара Естради
.
Також 4 матчі зіграв футболіст і на Золотому кубку КОНКАКАФ 1998, завоювавши разом із командою срібну медаль
.
Того ж року Джефф поїхав на чемпіонат світу у Франції, але не зіграв на турнірі жодної хвилини. На наступному чемпіонаті світу 2002 року в Південній Кореї і Японії, 34-річний Джефф починав перші три гри в основному складі і забив гол у свої ворота в виграному матчі з Португалією, поки не отримав травму в грі проти Польщі, після чого він пропустив залишок турніру. Загалом Ейгус провів за збірну 134 матчі, зігравши останню гру проти Уельсу 26 травня 2003 року.
Ейгус також виступав за збірну США з футзалу, з якою виграла срібну медаль на чемпіонаті світу з футзалу в Гонконзі, де він зіграв 8 матчів і забив 2 м'ячі. Загалом провів 10 матчів і забив 2 голи за футзальну збірну.

## Досягнення

### Командні
Збірна США
- Третє місце на кубку конфедерацій: 1999
- Переможець Золотого кубка КОНКАКАФ: 2002
- Срібний призер Золотого кубка КОНКАКАФ: 1998
- Бронзовий призер Золотого кубка КОНКАКАФ: 1996

 Ді Сі Юнайтед
- Володар кубка MLS (3): 1996, 1997, 1999
- Фіналіст кубка MLS (1): 1998
- Володар MLS Supporters' Shield (2): 1997, 1999
- Переможець Відкритого Кубка США (1): 1996
- Переможець Кубка чемпіонів КОНКАКАФ (1): 1998
- Переможець Міжамериканського кубка (1): 1998

 Сан-Хосе Эртквейкс
Володар кубка MLS (2): 2001, 2003

### Особисті
- Член Національного футбольного залу слави (з 2009 року)
- Член символічної збірної MLS (2): 1997, 1999